# Tjekist
Tjekist (russisk: Чекист) er en russisk-fransk spillefilm fra 1992 af Aleksandr Rogozjkin.

## Medvirkende
- Igor Sergejev som Andrej Pavlovitj Srubov
- Aleksej Polujan som Jan Karlovitj Pepel
- Mikhail Vasserbaum som Isaac "Isa" Katz
- Sergej Isavnin som Khudonogov
- Vasilij Domratjov som Solomin